# Sigyn
Sigyn er en af de mindre fremtrædende gudinder blandt asynjerne, eller aserne, i den traditionelle nordiske religion. Hun er Lokes hustru og har med ham sønnerne Vale og Narfe.
Sigyn elsker Loke højt, og da aserne efter Balders død holder Loke fanget i en hule, hvor han er lænket til tre klippestykker under en giftslange, er hun fulgt efter: Når slangen drypper edder mod Lokes hoved holder Sigyn en skål under giftslangens hoved, så giften ikke rammer Lokes ansigt. Med mellemrum må skålen dog tømmes, og når giften da rammer Loke, skælver han så hele Jorden ryster og skælver.